# Автопортрет з дружиною напідпитку
«Автопортрет з дружиною напідпитку» ( англ. The Drinker ) - відомий твір голландського художника 17 століття Яна Стена.

## Опис твору
Подвійний портрет належить до тих картин 17 століття, котрі зберегли дерев'яну панель, на якій і створено зображення. В кімнаті біля каміна зручно розмістилося немолоде подружжя. Достатку в оселі нема. Про це свідчать дешеві меблі та дешевий одяг власників без ламкого атласу, позументів і прикрас, коштовного мережива.
Художник не соромиться і неприховано подав головних персонажів напідпитку. Чоловік ще тримається на стільці, а його дружина засинає. Ще мить - і вона може впасти на підлогу. Огляд кімнати лише підсилює враження безладу - відірвана завіса над каміном, дірки на старій і давно порваній скатертині. На підлозі - розбита фаянсова люлька - з тих, які курили в Голландії 17 століття і чоловіки, і жінки, і підлітки. Безлад в домі довершують два черевики - один на підлозі, що зронила жінка, а другий на полиці поряд з посудом, де йому аж ніяк не місце. Тема гульвіс чи людей напідпитку неодноразово зустрічається в картинах Яна Стена. Це і «Бедлам на постоялому дворі», і «Свиня завжди бруд знайде», і «Наслідки пияцтва». Враження від картини посилює звістка, що на картині художник подав самого себе разом з дружиною. Але митець попіклувався про вибачення, на яке натякає доброзичлива усмішка Яна Стена. Він наче звертається до свідомості глядача з проханням не бути за край осудливим. Бо нічого страшного не сталося, ну, трохи перебрали, ну безлад у домі, з ким не буває ? З глядачем, що сам з цього ж середовища, відразу повний контакт і повне порозуміння, далеке від осуду чи презирства. Дивним чином, порозуміння з художником є у багатьох і 350 років потому...

## Провенанс
Твір походить з першої партії картин, яку зібрав торговець Йоган Гоцковський, аби продати пруському королю Фрідріху ІІ. На момент продажу Фрідріх ІІ виявився неспроможним сплатити повну ціну за картини та відхилив пропозицію. Аби показати власну фінансову спроможність, партію картин цілокупо придбала російська імператриця Катерина ІІ. Збірка принесла російській імператриці картини відомих західноєвропейських майстрів, серед яких були - 
- Франс Халс
- Рембрандт
- Рубенс
- Дірк ван Бабюрен
- Антоніс ван Дейк
- Якоб Йорданс
- Франс Снейдерс
- Франс Поурбюс старший
- Симон Вуе .

Це водночас спростувало борги Гоцковського російській казні. А придбана партія картин зафундувала створення колекції творів мистецтва російських імператорів, що стане пізніше підмурками музею Ермітаж.